# Elvis Gordon
Elvis Anthony Gordon (ur. 23 czerwca 1958 w Hanover na Jamajce, zm. 5 maja 2011) – brytyjski judoka, 11-krotny mistrz Wielkiej Brytanii, wicemistrz świata w wadze open z 1987 z mistrzostw w Essen, uczestnik letnich igrzysk olimpijskich w Los Angeles, Seulu i Barcelonie.
Przyczyną śmierci sportowca był nowotwór z którym zmagał się przez trzy lata. W trakcie choroby schudł z 130 kg do 80. W pomoc Gordonowi zaangażowany był między innymi mistrz świata i wicemistrz olimpijski z Moskwy i Los Angeles Neil Adams.